# Bolero (Magazin)
Bolero (Eigenschreibweise: BOLERO) ist eine 1990 gegründete Schweizer Frauenzeitschrift. Sie erschien zuerst 10×, ab 2009 9× und ab 2019 noch 6× jährlich. Die Auflage wurde zuletzt 2018 mit 50'603 (Vj. 40'544) verbreiteten, davon 18'503 (Vj. 22'395) verkauften Exemplaren beglaubigt. Nach eigenen Angaben beträgt die Reichweite 2020 85'000 Leser. Im August 2020 wurde die Redaktion von Bolero an die Content-Agentur Studio September ausgelagert. Die Zeitschrift nennt sich heute (2020) «Mode- und Kulturmagazin».

## Geschichte
Die erste Ausgabe von Bolero erschien am 12. September 1990. Im Untertitel wurden vier Hauptthemen aufgeführt: Mode, Beauty, Cinema und Travel. Der Kern der Redaktion bestand aus sieben Mitarbeiterinnen. Das Magazin erschien auf Deutsch und Französisch. Bolero erweiterte seine Rubriken danach auf Reportagen, Gesundheit und Wohnen. Bald kamen zusätzliche Themen und Rubriken dazu, wie z. B. Szene, Reportagen, Gesundheit, Wohnen, Job und Karriere, Horoskop, Bolero Club, fashion favorites, Bolero’s Best, Gallery, Inside, Interview, Agenda und Salongespräch.
1991 wurde der mit 20'000 CHF dotierte Prix Bolero gegründet, der junge Modeschaffende förderte. Er wurde 2004 wieder eingestellt. Im April 1999 wurde Bolero Online eingeführt.
In der Augustnummer 1999 wurde die 100. Nummer von Bolero gefeiert, in der Septembernummer 2000 10 Jahre Bolero, in der Oktobernummer 2010 20 Jahre Bolero, in der Märzausgabe von 2015 25 Jahre Bolero.
Bei der Übernahme des Verlags am 1. Juli 2003 durch Ringier wurden alle 25 Mitarbeiter von Bolero und der Tochtergesellschaft Bolero Online übernommen. 2003 integrierte Ringier die deutschsprachige Ausgabe der Zeitschrift Edelweiss in Bolero. Das letzte Heft von Edelweiss auf Deutsch erschien am 26. November 2003.
Ab 2006 wurde die Erscheinungsweise mit Hilfe von Doppelnummern auf neun Ausgaben jährlich reduziert. 2015 wurden Bolero und SI Style sowie die französischsprachige Zeitschrift Edelweiss zur Fashion Factory unter der Führung von Sabina Hanselmann-Diethelm zusammengelegt. Die erste zusammengelegte Nummer erschien im August. Die langjährige Chefredaktorin Sithara Atasoy wurde zum Senior Editor ernannt und erhielt die ständige Rubrik «Im Gespräch». Das Magazin änderte den Untertitel in Das Schweizer Magazin für Mode und Kultur. Die Sparten umfassten nun Mode, Beauty, Reisen, Kunst, Accessoires, Newcomer, Porträt, Interview, Zeitgeist, Agenda, Kolumnen sowie Schmuck und Uhren.
Mit der Übernahme der Zeitschrift durch Ringier Axel Springer Media 2019 wurde die Erscheinungsweise weiter reduziert, nunmehr auf sechs Ausgaben jährlich als Beilage der Handelszeitung und der Bilanz aus dem gleichen Verlag. Im August 2020 wurde die Redaktion von Bolero an die Content-Agentur Studio September ausgelagert. Co-Chefredaktorinnen wurden deren Inhaberinnen Kristin Müller und Helen Pombo, beide schon bisher bei Bolero als Managing Editor bzw. Creative Director. Bolero soll weiterhin alle zwei Monate als Beilage der Handelszeitung und der Bilanz erscheinen.

## Auflageentwicklung
Verkaufte Auflage gemäss WEMF:
- 1990: 18'014
- 1995: 23'618
- 2000: 26'908
- 2005: 19'111[14]
- 2010: 21'904
- 2015: 18'896
- 2018: 18'503[1]

## Chefredaktorinnen
- 1990–1994: Susanne Brüngger (gleichzeitig Verlagsleiterin, zuvor Chefin der Schweizer Ausgabe von Jardin des Modes)
  - 1991–1994: Sithara Atasoy (stellvertretende Chefredaktorin, Oktober 1983 bis Januar 1984 Chefredaktorin der annabelle)
- 1994–2015: Sithara Atasoy[15]
  - 1994–2015: Marianne Eschbach (stellvertretende Chefredaktorin, von Beginn an Redaktionsmitglied)
  - 1994–2015: Martina Allenspach (Verlagsleiterin)
- 2015–2020: Sabina Hanselmann-Diethelm[12]
- seit 2020: Kristin Müller und Helen Combo

## Verlage
- 1990–2003: Verlag Bolero AG, ein Unternehmen der Jean Frey AG
- 2003–2019: Ringier
- seit 2019: Ringier Axel Springer Media

## Sonderbeilagen und Extrahefte
Zum Magazin erschienen immer wieder Sonderdrucke, Sonderbeilagen, Extrahefte und Dossiers mit Themen wie China (April 1995), Geld (Juni 1995), Computer (September 1995), Fit und schlank (Februar/März 1996), 25 Jahre Pille (Juni 1996), Brustkrebs I und II (November und Dezember 1996), Jobs mit Zukunft (Juni 1997), Mystery (September 1997), Karriere spezial (April 1998), Geld (Juli 1998), Faszination Tier (Hund und Katze, Januar/Februar 1999), Wellness (März 1999), Urwald (April 1999), Outdoor Extra (Mai 1999), Zürich (Mai 1999 und Juli 1999, deutsch mit englischem Text), Die Kuh (September 1999), Geld und Genuss (November 1999), Bolero Extra 2000 (Dezember 1999), Brasilien (Mai 2003), Art de vivre (Mai 2004), Spa Spezial (Oktober 2006, April 2009), Juwelen (November 2006), Sommerspa (April 2009), Malediven (Oktober 2009), Bijoux Spécial (Mai 2012), Kultur (Juni 2013), Lofoten (November 2015), Sri Lanka (Januar/Februar 2016) und Bolero Beauty (Dezember 2016).
Eingegliedert wurden auch City Guides: Madrid (August 1998), Paris (September 1998), Los Angeles (November 1998), Engadin (Januar/Februar 1999), Rom (September 1999), Antwerpen (Oktober 1999), Bern (Juli 2000), Kopenhagen (Oktober 2000), Marrakesch Spezial (Juni 2001), Genf (September 2001, auf Deutsch und Französisch), Wien (März 2002), Art Guide Basel (Juni 2002), Reykjavík (August 2002).
2002 wurden zusätzliche Magazine angekündigt, wie Beauty, Bolero Design, ein Männermagazin, das zweimal jährlich erscheinen sollte, sowie Blush (4× jährlich). Bolero Men (deutsch) erschien von 2002 bis 2016 (2× jährlich, im Abo-Preis inbegriffen), Blush erstmals 2004 (Thema Schönheit, publizistische Leitung Sithara Atasoy, Auflage 35'000 Exemplare; die Beilage war im Jahresabonnement von Bolero enthalten und während drei Monaten am Kiosk erhältlich).
Im August 2009 brachte Bolero in Zusammenarbeit mit dem SonntagsBlick eine Sonderausgabe über den Fotografen Michel Comte heraus.

## Autoren
Wichtigste Autoren von Bolero waren bisher
- Charlotte Peter
- Kurt Aeschbacher (zeitweise auch Berater)
- Hildegard Schwaninger
- Eliane Meyer
- Wladimir Kaminer
- Salvador Atasoy
- Sven Bänziger
- Jörg Schwerzmann
- Sandra Kennel

## Relaunches
Bolero unterzog sich folgenden Relaunches:
- ab Mai 1996 erschien das Magazin in einem etwas kleineren Format
- im März 1999 wurde die Typographie modernisiert
- im Februar 2004 wurde das Layout verändert
- im 2005 gab es ein neues Design des Editorials und des Inhaltsverzeichnisses
- 2004 gab es ein Soft-Redesign[17]
- 2009 folgte wieder ein neues Layout
- im November 2015 wurde das Layout anlässlich des 25-Jahr-Jubiläums komplett überarbeitet und wurden neue Rubriken hinzugefügt[18]

## Französischsprachige Ausgabe
Bolero erschien von Anfang auch auf Französisch. Ab der Ausgabe Dezember 1990/Januar 1991 zeichneten Fabienne Girardin (für vier Monate), Jean-François Cerf und Nadia Albert (ab Juli 1991) als Redaktoren verantwortlich. Im Sommer 2015 wurde die Westschweizer Ausgabe der Zeitschrift Edelweiss in Bolero überführt. Die neue Zeitschrift hiess nun Bolero-Edelweiss. 2019 wurde Bolero-Edelweiss mit der Nummer 1/2 2019 eingestellt. Die Auflage wurde zuletzt 2018 mit 24'939 (Vj. 15'794) verbreiteten, davon 11'500 (Vj. 14'992) verkauften Exemplaren beglaubigt.